# WikiScanner
WikiScanner (abbreviazione di Wikipedia Scanner) era uno strumento web creato da Virgil Griffith, online dal 14 agosto 2007 che consisteva in un database pubblicamente interrogabile che mette in relazione milioni di modifiche anonime di pagine di Wikipedia con le organizzazioni che apparentemente hanno apportato tali modifiche, operando dei riferimenti incrociati con i dati relativi ai proprietari di determinati blocchi di indirizzi IP.
WikiScanner non poteva distinguere le modifiche fatte da utenti autorizzati all'uso dei computer di una organizzazione da quelle fatte da intrusi non autorizzati o da utenti di postazioni aperte al pubblico messe a disposizione dalla stessa organizzazione.
Non era inoltre in grado di rilevare le modifiche fatte da utenti registrati di Wikipedia, in quanto per le modifiche apportate da questi ultimi veniva pubblicato il nome utente anziché l'indirizzo IP.
Non era poi  in grado neanche di intercettare le modifiche fatte dai componenti delle citate organizzazioni se costoro avessero utilizzato connessioni dial-up dal proprio posto di lavoro o da casa propria, ovvero se per apportare le modifiche si sono recati presso un Cybercafe.
Il sito risulta inutilizzabile dall'aprile 2013.